# シエラレオネ海軍艦艇一覧
シエラレオネ海軍艦艇一覧は、シエラレオネ共和国海軍が過去保有した、または現在保有する、または将来保有する予定の、未完成・計画中止を含めた歴代艦艇一覧である。
凡例

## 現有勢力（2014年現在）
- 国防予算：1,300万ドル
- 海軍人員：270名
- 艦船隻数：1隻

哨戒艇×1